# المقلط (أرحب)

تعديل مصدري - تعديل

المقلط هي إحدى قرى عزلة بني على بمديرية أرحب التابعة لمحافظة صنعاء، بلغ تعداد سكانها 88 نسمة حسب تعداد اليمن لعام 2004.